# Landscapes for Freedom
Landscapes for Freedom (tradução para o português: Paisagems para a Liberdade) é uma curta-metragem de animação portuguesa de 2024 animado e dirigido pelo cineasta argentino Nicolás Isasi. É o seu primeiro filme realizado em Portugal.

## História
Paisagens para a liberdade é uma mensagem de paz e esperança para o mundo, prestando homenagem e envolvendo três ucranianos. Mostra parte da mudança na natureza como resultado da guerra. O trabalho de cor e animação baseia-se no tríptico “Mergulhando na Terra” da artista ucraniana Olena Morkhovska, com música do compositor italiano Matteo Ramon Arevalos e poesia do escritor ucraniano Iván Frankó.

## Produção
A ideia para o filme baseada no tríptico Mergulhando na Terra da artista ucraniana Olena Morkhovska. Para a filmagem da curta-metragem, Isasi trabalhou durante vários meses a pintar cada quadro. O filme foi lançado em Portugal como parte do projeto Libertinagem em dezembro de 2023 e apresentado na cidade de Mira de Aire.
O filme foi nomeado e apresentado em vários festivais de cinema, recebendo prémios como uma Menção Honrosa Escolha do Público (Animação) na Índia e foi distinguido pela Ala d’Artistas em Portugal. Foi depois lançado oficialmente em Inglaterra e exibido na Ucrânia, Itália, Filipinas e Finlândia, selecionado no Frome International Climate Film Festival, Dispatches of War, no BCT – Festival Benevento Cinema and Televisione e semifinalista no Batangas Balisong Film Festival. Além disso, participou do 36º Festival de Gerona (Espanha), do Festival de Cinema Comunitário Terra Itinerant em Veracruz (México), do Bahari-Sea & Coastal Film Festival em Cirebon (Indonésia) e foi exibido no Museu de Cinema de Buenos Aires (Argentina) no âmbito do 19º Festival de Cinema Inusual (Argentina).
Pela mensagem de paz, um dos temas da 9ª edição do Festival Internacional de Cinema de Direitos Humanos da Tunísia, Paisagens para a Liberdade foi selecionado no Human Screen Festival, membro da Human Rights Film Network, sendo o primeiro trabalho de Isasi exibido em África. Este festival tem como objetivo promover a cultura dos direitos humanos na Tunísia através do cinema local e internacional. Foi selecionado para uma exposição infantil e juvenil no prestigiado festival de animação ucraniano LINOLEUM. O Festival LINOLEUM de Animação Contemporânea e Arte Mediática é a maior exposição de animação independente da Ucrânia.

## Prêmios e indicações
O filme foi nomeado e apresentado em vários festivais internacionais de cinema, recebendo o Prémio Tributo (Ucrânia) em solidariedade com o povo ucraniano, atribuído pelo 15º Festival de Cinema Latino e Nativo Americano em New Haven. Recebeu ainda uma Menção Honrosa do Público (Animação) na Índia e foi distinguido pela Ala d’Artistas em Portugal.
| Ano  | Categoria         | País             | País             | Notas    | Festival                                         |
| 2023 | Distinção         | Portugal         | Portugal         | Venceu   | Avant-première LIBERTINAGEM                      |
| 2024 | Seleção Oficial   | Reino Unido      | Reino Unido      | Indicado | Frome International Climate Film Festival        |
| 2024 | Seleção Oficial   | Portugal         | Portugal         | Indicado | 76° Evoé Cabaré                                  |
| 2024 | Seleção Oficial   | Ucrânia          | Ucrânia          | Indicado | Dispatches of War                                |
| 2024 | Seleção Oficial   | Itália           | Itália           | Indicado | Festival Benevento Cinema e TV                   |
| 2024 | Seleção Oficial   | Filipinas        | Filipinas        | Indicado | Batangas Balisong Film Festival                  |
| 2024 | Seleção Oficial   | Estados Unidos   | EUA              | Indicado | Hilltop Film Festival of Diversity and Inclusion |
| 2024 | Menção Honrosa    | Índia            | Índia            | Venceu   | The Women's Bioscope                             |
| 2024 | Seleção Oficial   | Espanha          | Espanha          | Indicado | 36th Girona Film Festival                        |
| 2024 | Seleção Oficial   | Finlândia        | Finlandia        | Indicado | Wildlife Vaasa Festival                          |
| 2024 | Seleção Oficial   | México           | México           | Indicado | Festival Itinerante de Cine de la Tierra         |
| 2024 | Seleção Oficial   | Ucrânia          | Ucrânia          | Indicado | Bardak Film Fest                                 |
| 2024 | Seleção Oficial   | Argentina        | Argentina        | Indicado | 19º Festival de Cine Inusual                     |
| 2024 | Seleção Oficial   | Indonésia        | Indonésia        | Indicado | Bahari-Sea & Coastal Film Festival               |
| 2024 | Seleção Oficial   | Tunísia          | Tunísia          | Indicado | Human Screen Festival                            |
| 2024 | Seleção Oficial   | Estados Unidos   | EUA              | Indicado | Egyptian American Film Festival                  |
| 2024 | Seleção Oficial   | Estados Unidos   | EUA              | Indicado | First World Wave Music Festival                  |
| 2025 | Prémio Homenagem  | Estados Unidos   | EUA              | Venceu   | 15th Latino and Native American                  |
| 2025 | Seleção Oficial   | Portugal         | Portugal         | Indicado | 4º Festival Passagens                            |
| 2025 | Seleção Oficial   | Estados Unidos   | EUA              | Indicado | Angaelica Film Festival                          |
| 2025 | Selección Oficial | Ucrânia          | Ucrânia          | Indicado | LINOLEUM                                         |
| 2025 | Selección Oficial | Guiné Equatorial | Guiné Equatorial | Indicado | Malabo International Music & Film Festival       |